# 写真判定

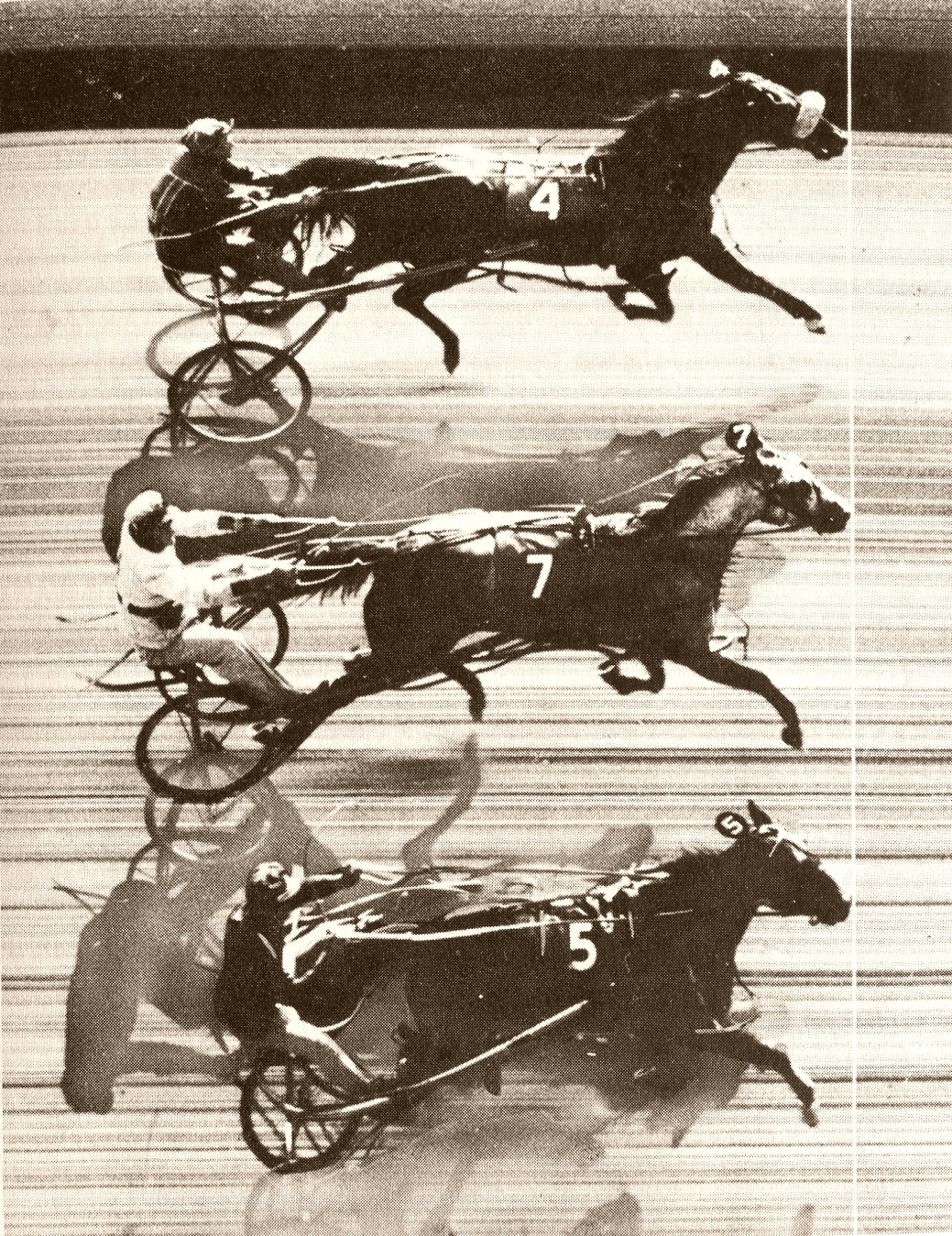
競馬における写真判定の一例

写真判定（しゃしんはんてい、英: photo finish）とは、競技において肉眼では判別しにくい僅差の着順などを写真を活用して判定する方法である。

## 概要
競馬、競輪、競艇、オートレースといった公営競技や陸上競技などで用いられている。なお、競艇ではスタートのタイミングの判定にも用いられる（新聞に写真が載るのはこちらである）。
決勝線での撮影では、日本の公営競技全般ではいわゆるスリットカメラ（競馬では「フォトチャートカメラ」と呼んでいる）を使用するのが一般的である。中央競馬の一部の競馬場と多くの日本国外の競馬場、また自転車競技のグランツールではデジタルビュアーが利用されている。また、競馬・競輪・オートレースでは、決勝線付近にミラーボックスと呼ばれる銀色の反射板が用いられる。
日本の競馬での写真判定は決勝審判委員が担当している。
競泳ではプールサイドの横からの写真撮影が困難であるためにこの方法は用いられず、コース両端に設置されたタッチ板を選手が押すことで勝敗を決定している。海岸など、開放環境で水泳競技が行われる場合は写真判定が用いられることがある。